# My Little Chickadee
My Little Chickadee – amerykański western komediowy z 1940 roku.

## O filmie
Mae West i W.C. Fields, główne gwiazdy filmu, podawani są jako współtwórcy scenariusza, jednak to West napisała większość tekstu. Był to pierwszy film Mae od trzech lat, po tym, jak znalazła się na liście „box office poisons” w 1937 roku, obok m.in. Dietrich i Crawford. Akcja filmu rozgrywa się w latach 80. XIX wieku na Dzikim Zachodzie. W filmie West wykonuje piosenkę „Willie of the Valley”.
Film, mimo niezbyt przychylnych recenzji krytyków, spotkał się z ogromnym sukcesem kasowym, przynosząc dochody rzędu 20 milionów dolarów w samych tylko Stanach Zjednoczonych. Była to jedna z najbardziej dochodowych produkcji 1940 roku, obok Przeminęło z wiatrem. My Little Chickadee jest jednym z najpopularniejszych filmów West, a także obrazem uznawanym jako najlepszy w dorobku zarówno Mae West jak i W.C. Fields.

## Obsada
- W.C. Fields jako Cuthbert J. Twillie
- Mae West jako Flower Belle Lee
- Joseph Calleia jako Jeff Badger
- Dick Foran jako Wayne Carter
- Margaret Hamilton jako pani Gideon
- Gene Austin jako muzyk
- Fuzzy Knight jako kuzyn Zeb
- Anne Nagel jako panna Foster
- Ruth Donnelly jako ciotka Lou
- Willard Robertson jako wujek John
- Donald Meek jako Amos Budge
- William B. Davidson jako szeryf
- Addison Richards jako sędzia